# Agonista adrenérgico de acción larga

Fórmula del salmeterol, un ejemplo de agonista adrenérgico de acción larga (LABA).

En farmacología, los agonistas adrenérgicos de acción larga, conocidos como LABA por las iniciales de su denominación en inglés long-acting beta-adrenoceptor agonist, son medicamentos que se emplean en el tratamiento de enfermedades pulmonares, principalmente asma bronquial y enfermedad pulmonar obstructiva crónica, por su capacidad de producir broncodilatación, pertenecen al grupo terapéutico de los agonistas beta-adrenérgicos, su duración de acción es larga, entre 12 y 14 horas, a diferencia de los agonistas beta-adrenérgicos de acción corta (SABA).

## Mecanismo de acción
Estos fármacos producen dilatación bronquial (broncodilatación) por su capacidad de dilatar las vías aéreas debido a que provocan una relajación del músculo liso de la pared bronquial.

## Fármacos
Dentro de este grupo terapéutico se incluyen:
- Salmeterol
- Formoterol
- Indacaterol
- Clembuterol
- Olodaterol